# 北美电话区号314
电话区号314覆盖圣路易斯及其邻近圣路易斯县的大部分内环郊区。它的西面完全被区号636包围，636为西、南和北圣路易斯外环郊区提供服务。横跨密西西比河向东，314与区号618接壤，618服务伊利诺伊州南部和大都会东区的大部分地区。
“314”有时被用来代表整个大圣路易斯区域。

## 历史
区号314是1947年10月创建的原始区号之一。它最初覆盖了密苏里州东半部的大部分地区，从伊利诺伊州边界到杰斐逊城。它沿着密西西比河东西近乎横跨整个州。1996年1月7日该区号被分拆，当时大部分西部、北部和南部区域被分配到区号573 ，留下314覆盖圣路易斯大都市区密苏里一侧大部分地区。
区号573本来旨在成为一个长期解决方案。然而，仅仅两年之内，由于圣路易斯核心区手机、传真机和寻呼机的激增，314再次接近枯竭。结果，314在1999年5月22日缩小到目前的区域，区号636被分配给圣路易斯的西侧外环郊区。
2000年，密苏里州公共服务委员会宣布计划添加区号557作为区号314的重叠区号，但在委员会确定不需要立即增加电话号码后，该计划被无限期推迟。诸如数字池之类的保护措施避免了对重叠区号的燃眉之需。314是少数未启用重叠区号的城市区号之一。